# AN/SPS-10
AN/SPS-10は、アメリカ合衆国のシルバニア社が開発した2次元レーダー。

## 設計
本機は、第二次世界大戦中に配備されていたSO-6/10の更新用として開発された。送信機としては、当初は出力250キロワットのものが使用されていたが、SPS-10B以降は500キロワットに強化された。アンテナとしては、当初は右表の諸元を備えたものが使用されていたが、SPS-10E以降は、ビーム幅1.9×16度、走査速度17 rpmに変更された。1956年に行われた試験では、露頂したスノーケルに対し、シーステート2では平均9,630ヤード (8,810 m)で探知可能、シーステート1では16,000ヤード (15,000 m)で追尾可能であった。
1953年10月より引き渡しが開始された。アメリカ海軍の標準的な対水上捜索用レーダーとして広く配備され、1956年末には、既に対潜戦艦艇の25%が本機を搭載していた。1976年の時点で、平均故障間隔は約150時間、平均修復時間は5-6時間であり、アメリカの対水上捜索用レーダーとしてはもっとも信頼性に優れたものと評価された。
その後、1980年代に入ると、本機をもとにソリッドステート化するかたちでノルデン社が開発したAN/SPS-67が後継として運用を開始し、本機の搭載艦の一部もこちらに換装した。また、一部の艦対空ミサイルの射撃指揮装置と周波数が干渉するおそれが指摘されたことから、XバンドのAN/SPS-55も後継として採用された。

### OPS-16/17
海上自衛隊では、ありあけ型護衛艦（旧米フレッチャー級駆逐艦）のSGの換装用としてAN/SPS-10Bを入手した。そしてこれをベースとして、敵味方識別装置（IFF）のアンテナを組み込んだ国産版として開発されたのがOPS-16であり、68式OPS-16レーダとして制式化され、昭和33年度計画艦から装備化した。またこのほか、駆潜艇用のOPS-36も開発されている。
マイナーバージョンアップを受けたOPS-16Cでは、真方位・相対方位のいずれでも切り替え使用できるようになり、ビデオ出力・トリガー出力端子が付加されている。またOPS-16Dでは、16C型をもとに半導体素子化されたほか、パルス幅・パルス繰り返し周波数が変更され、性能向上が図られている。また、メジャーバージョンアップ版のOPS-17では、中間周波数帯域幅およびビデオ帯域幅をそれぞれ2系統ずつ備えている。

## 採用国と搭載艦艇

### AN/SPS-10
- アメリカ海軍
  - 航空母艦
    - フォレスタル級航空母艦[注 1]
    - キティホーク級航空母艦[注 1]

  - 巡洋艦・フリゲート・駆逐艦
    - 原子力ミサイル巡洋艦「ロングビーチ」
    - オールバニ級ミサイル巡洋艦
    - ファラガット級（クーンツ級）ミサイル嚮導駆逐艦
    - リーヒ級ミサイル巡洋艦
    - 原子力ミサイル巡洋艦「ベインブリッジ」
    - ベルナップ級ミサイル巡洋艦
    - 原子力ミサイル巡洋艦「トラクスタン」
    - フレッチャー級駆逐艦（後日装備）
    - アレン・M・サムナー級駆逐艦（後日装備）
    - ギアリング級駆逐艦（後日装備）
    - フォレスト・シャーマン級駆逐艦
    - チャールズ・F・アダムズ級ミサイル駆逐艦

  - 護衛駆逐艦
    - ディーレイ級護衛駆逐艦
    - クロード・ジョーンズ級護衛駆逐艦
    - ブロンシュタイン級フリゲート
    - ガーシア級フリゲート
    - ブルック級ミサイルフリゲート
    - ノックス級フリゲート[注 1]

  - 揚陸艦
    - イオー・ジマ級強襲揚陸艦
    - ニューポート級戦車揚陸艦

  - 補給艦
    - スリバチ級給兵艦
    - サクラメント級高速戦闘支援艦
    - ウィチタ級給油艦

- カナダ海軍
  - 空母「ボナヴェンチャー」
  - V級・Cr級駆逐艦（準15型改修艦）
  - サン・ローラン級駆逐艦
  - レスティゴーシュ級駆逐艦
  - マッケンジー級駆逐艦
  - アナポリス級駆逐艦
- ギリシャ海軍
  - 補給艦「プロメテウス」
- スペイン海軍
  - ロヘル・デ・ラウリア級駆逐艦
  - バレアレス級フリゲート
- ドイツ海軍
  - リュッチェンス級駆逐艦[注 1]
- 海上自衛隊
  - ありあけ型護衛艦（特別改装工事で装備）

### OPS-16/17
- OPS-16
  - うみたか型駆潜艇（32PC）
  - みずとり型駆潜艇（33PC）
  - いすず型護衛艦（34DE）
  - 「たちかぜ」（46DDG）
  - 潜水艦救難母艦「ちよだ」（56AS）
  - 訓練支援艦「あづま」（42ATS）
  - 砕氷艦「ふじ」（39AGB）

- OPS-17
  - やまぐも型護衛艦（37DDK）
  - たかつき型護衛艦（38DDA）
  - みねぐも型護衛艦（40DDK）
  - ちくご型護衛艦（42DE）
  - はるな型護衛艦（43DDH）
  - 掃海母艦「はやせ」（44MST）
  - 機雷敷設艦「そうや」（44MMC）